# Saliunca aurifrons
Saliunca aurifrons es una especie de mariposa de la familia Zygaenidae.
Fue descrita científicamente por Walker en 1864.